# Центральный вокзал Амстердама

Центральный вокзал в Амстердаме.

Центральный вокзал Амстердама (нидерл. Station Amsterdam Centraal) — главный железнодорожный вокзал нидерландской столицы. Построен в 1881—1889 годах архитектором Питером Кейперсом при участии Адольфа Леонарда ван Гендта. В 1885 году Кейперс также спроектировал здание Государственного музея в Амстердаме, которое внешне похоже на Центральный вокзал.
Это первый вокзал в Нидерландах, который был спроектирован известным архитектором. Вокзал отделяет город от порта, а в городе было проложено множество железнодорожных путей. Вокзал насчитывает шесть перронов и 15 железнодорожных путей.